# جاك غريشام
جاك غريشام (بالإنجليزية: Jack Grisham)‏ هو مغني وكاتب أغاني أمريكي، ولد في 22 يوليو 1961 في لونغ بيتش في الولايات المتحدة.

## وصلات خارجية
- جاك غريشام على موقع IMDb (الإنجليزية)
- جاك غريشام على موقع ميوزك برينز (الإنجليزية)
- جاك غريشام على موقع ديسكوغز (الإنجليزية)
- جاك غريشام على موقع قاعدة بيانات الفيلم (الإنجليزية)